# Потмешил, Ладислав
Ладислав Потмешил (чеш. Ladislav Potmesil; 2 сентября 1945, Прага — 12 июля 2021, там же) — чешский и чехословацкий актёр театра, кино и телевидения.

## Биография
С детства пел во многих самодеятельных коллективах.
В 1969 году окончил Театральный факультет Академии музыкальных искусств в Праге (DAMU). До 1988 года
выступал на сцене столичного Реалистического театра. Затем играл в театре «Divadlo pod Palmovkou» в Праге. С 1993 года — актёр «Театра на Виноградах».
За свою карьеру сыграл около 130 ролей в кино и на телевидении. Часто снимался на телевидении, его роли в кино с годами менялись от персонажей робких юношей («Эшелон из рая») до своеобразного полицейского-воспитателя.
Известен, в первую очередь, как комик.
Умер от рака.

## Избранная фильмография
- 2008 — Самая красивая загадка
- 1993 — Арабела возвращается, или Румбурак Король сказки — полицейский
- 1986 — Смерть прекрасных косуль
- 1984 — Любовь из пассажа
- 1981 — Каждому его небеса — Эгон Эрвин Киш, журналист
- 1979 — Тайна стального города
- 1977 — Золотые рыбки — подпоручик Давид
- 1977 — Больница на окраине города — доктор Зламал
- 1975 — Пан Тау и лампа Аладдина
- 1972 — Полуночная колонна — Вондрачек
- 1970 — Похождения красавца-драгуна— Соурек
- 1969 — Грешные люди города Праги
- 1968 — Марафон — советский танкист
- 1967 — Дита Саксова — Фици Нойгеборн
- 1965 — Школа грешников — Пепик Адамец
- 1965 — Тридцать один градус в тени — Йирка Курка
- 1964 — …а пятый всадник-Страх — эпизод (нет в титрах)
- 1963 — Страх
- 1962 — Эшелон из рая — юноша